# Torsåkers socken, Gästrikland
Torsåkers socken i Gästrikland ingår sedan 1971 i Hofors kommun och motsvarar från 2016 Torsåkers distrikt.
Socknens areal är 330,85 kvadratkilometer,varv 305,30 land. År 2000 fanns här 2 813 invånare. Tätorten och kyrkbyn Torsåker med Torsåkers kyrka ligger i denna socken. 

## Administrativ historik
Torsåkers socken har medeltida ursprung. 
Vid kommunreformen 1862 övergick socknens ansvar för de kyrkliga frågorna till Torsåkers församling och för de borgerliga frågorna bildades Torsåkers landskommun. Ur församlingen utbröts 1911 Hofors församling och ur landskommunen utbröts Hofors landskommun 1925. Landskommunen ingår sedan 1971 i Hofors kommun.
1 januari 2016 inrättades distriktet Torsåker, med samma omfattning som församlingen hade 1999/2000.
Socknen har tillhört fögderier, tingslag och domsagor enligt vad som beskrivs i artikeln Gästrikland. De indelta soldaterna tillhörde Hälsinge regemente, Fernebo kompani.

## Geografi
Torsåkers socken ligger kring Hoån och Hästboån. Socknen har odingsbygd kring åarna och kuperad sjörik skogsbygd däromkring.

## Fornlämningar
Från stenåldern finns några boplatser och från järnåldern några gravhögar. Två runristningar, Gs 7 och Gs 8, finns vid kyrkan.

## Kultur
Varje höst gästas Torsåkers kyrka av Kungliga Musikhögskolan i Stockholm. 2011 var det Puccini-afton med sju arior.

## Namnet
Namnet (1344 Thorsakir) kommer från beteckningen på en åker. Namnet innehåller asagudsnamnet Tor vilket gör man kan anta att kyrkan placerats på eller invid en äldre kultåker.

## Befolkningsutveckling

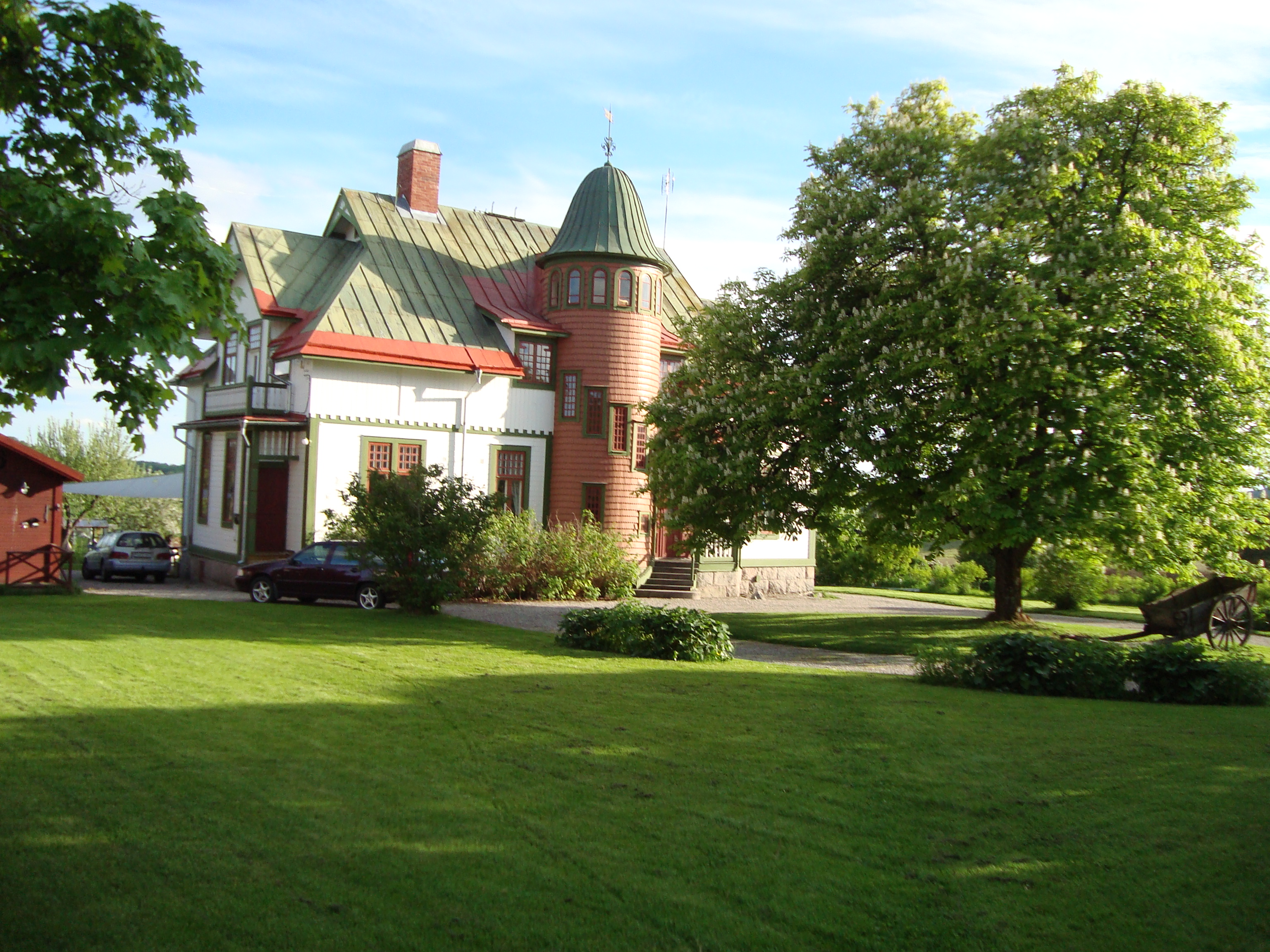
Kronblomsvillan i Torsåker. Här bodde Elov Persson, skapare av de tecknade serierna Kronblom och Agust och Lotta.

| Befolkningsutvecklingen i Torsåkers socken, Gästrikland 1750–1990                                                                                   | Befolkningsutvecklingen i Torsåkers socken, Gästrikland 1750–1990 | Befolkningsutvecklingen i Torsåkers socken, Gästrikland 1750–1990 | Befolkningsutvecklingen i Torsåkers socken, Gästrikland 1750–1990 | Befolkningsutvecklingen i Torsåkers socken, Gästrikland 1750–1990 |
| --- | ----------------------------------------------------------------- | ----------------------------------------------------------------- | ----------------------------------------------------------------- | ----------------------------------------------------------------- |
| |                                                                   |                                                                   |                                                                   |                                                                   |
| År |                                                                   |                                                                   | Folkmängd                                                         |                                                                   |
| 1750 | 1750                                                              |                                                                   | 2 563                                                             |                                                                   |
| 1760 | 1760                                                              |                                                                   | 2 650                                                             |                                                                   |
| 1769 | 1769                                                              |                                                                   | 2 882                                                             |                                                                   |
| 1780 | 1780                                                              |                                                                   | 2 767                                                             |                                                                   |
| 1790 | 1790                                                              |                                                                   | 2 908                                                             |                                                                   |
| 1800 | 1800                                                              |                                                                   | 3 083                                                             |                                                                   |
| 1810 | 1810                                                              |                                                                   | 2 899                                                             |                                                                   |
| 1820 | 1820                                                              |                                                                   | 3 011                                                             |                                                                   |
| 1830 | 1830                                                              |                                                                   | 3 421                                                             |                                                                   |
| 1840 | 1840                                                              |                                                                   | 3 897                                                             |                                                                   |
| 1850 | 1850                                                              |                                                                   | 4 412                                                             |                                                                   |
| 1860 | 1860                                                              |                                                                   | 5 050                                                             |                                                                   |
| 1870 | 1870                                                              |                                                                   | 5 694                                                             |                                                                   |
| 1880 | 1880                                                              |                                                                   | 6 686                                                             |                                                                   |
| 1890 | 1890                                                              |                                                                   | 6 138                                                             |                                                                   |
| 1900 | 1900                                                              |                                                                   | 7 142                                                             |                                                                   |
| 1910 | 1910                                                              |                                                                   | 7 771                                                             |                                                                   |
| 1920 | 1920                                                              |                                                                   | 4 598                                                             |                                                                   |
| 1930 | 1930                                                              |                                                                   | 4 381                                                             |                                                                   |
| 1940 | 1940                                                              |                                                                   | 4 090                                                             |                                                                   |
| 1950 | 1950                                                              |                                                                   | 3 972                                                             |                                                                   |
| 1960 | 1960                                                              |                                                                   | 3 626                                                             |                                                                   |
| 1970 | 1970                                                              |                                                                   | 2 880                                                             |                                                                   |
| 1980 | 1980                                                              |                                                                   | 2 775                                                             |                                                                   |
| 1990 | 1990                                                              |                                                                   | 2 809                                                             |                                                                   |
| Anm: Tabellen inkluderar Hofors fram till 1910. Källor: Umeå universitet - Tabellverket 1749-1859, Demografiska databasen, CEDAR, Umeå universitet. |                                                                   |                                                                   |                                                                   |                                                                   |